# Шкільний бібліотечно-інформаційний центр
«Шкільний бібліотечно-інформаційний центр» — професійне ілюстроване інформаційно-методичне та бібліографічне видання для школи, адресоване усім учасникам навчально-виховного процесу.

## Шкільний бібліотечно-інформаційний центр. Повне видання
Журнал видається з січня 2011 року українською мовою. Публікації журналу (статті, навчальні матеріали, інформаційні та бібліографічні огляди, дайджести, консультації, матеріали конференцій, семінарів і круглих столів, нормативні документи) сприяють реформуванню інформаційного середовища загальноосвітніх навчальних закладів через переорієнтацію шкільної бібліотеки та активізацію її інформаційної функції.
Журнал надходить передплатникам у вигляді комплекту, що містить друковану (текстову) частину, компакт-диск з електронними додатками до публікацій, картки з бібліографічними описами публікацій журналу, бібліографічні списки «Нове для навчального процесу».
Журнал поширюється за передплатою. Свідоцтво про державну реєстрацію друкованого засобу масової інформації КВ № 16396-4868-Р від 23.02.2010.

## Постійні розділи журналу
- Бібліотечна робота (розділ видається як окреме видання «ШБІЦ. Бібліотечна

робота», передплатний індекс за Каталогом видань України — 89235). 
Розділ висвітлює новини і події в бібліотечній та освітянській галузі; оперативно інформує про нові нормативні документи та надає роз’яснення щодо застосування в роботі норм трудового 
законодавства; розглядає питання управління бібліотекою, формування інформаційних ресурсів, бібліографічної та бібліотечно-інформаційної діяльності; використання інформаційно-комунікаційних технологій в роботі бібліотек, виховання [[інформаційної 
культури]] та підтримки читання, організації неперервної освіти шкільних бібліотекарів. У 
конжному номері журналу вміщено Календар знаменних дат з випередженням на два місяці; до кожної дати на диску – додаткові інформаційні матеріали, сценарії, презентації тощо).
- Інформаційне забезпечення навчального процесу (розділ видається як окреме

видання «ШБІЦ. Інформаційне забезпечення навчального процесу», передплатний індекс за Каталогом видань України — 89234). 
Розділ уміщує інформаційні паспорти навчальних тем (з усіх шкільних предметів) та довідкові 
матеріали до них: опорні конспекти, схеми, карти, посилання на інтернет-ресурси тощо, підготовлені найкращими учителями України; розробки навчальних занять; матеріали для підготовки до ЗНО; методичні рекомендації щодо організації навчального процесу.
- Інформаційне забезпечення виховного процесу (окремо не видається).

У розділі публікуються нормативні документи з виховної роботи, презентуються виховні системи та проекти, надається інформаційна підтримка роботі класного керівника, шкільної соціально-
психологічної служби, учнівського самоврядування.
- Інформаційне забезпечення управління школою (окремо не видається).

Розділ публікує актуальні матеріали, що розкривають питання формування інформаційно-комунікаційного середовища ЗНЗ, практики адміністративної роботи, надає фахові консультації з фінансово-господарської діяльності та кадрової роботи тощо. У кожному випуску — моніторинг законодавства (повні тексти документів на компакт-диску).

## Пов’язані проекти
- «Шкільна електронна бібліотека ”ШБІЦ-ІНФО ”». Містить статті та інші матеріали, що публікуються в журналі «ШБІЦ. Повне видання». Комп’ютерна система доступна у двох варіантах: «Інформаційний фонд (2011-2013)» — щоквартально, передплатний індекс за Каталогом видань України ─ 89236; «Нові надходження» — щомісячно,передплатний індекс - 68167;
- Комп’ютерна система «”ШБІЦ-бібліотекар” Вип. 1. Портфоліо бібліотекаря. Перлини творчості». Система містить творчі напрацювання бібліотекарів і педагогічних працівників шкіл, оригінальні розробки бібліотечних занять, інтелектуальних ігор, вікторин, конкурсів, презентацій, сценаріїв свят та інших виховних заходів.

## Покажчики змісту
- у 12-му номері кожного року вміщено перелік публікацій за рік
- із змістом номерів, що вийшли в поточному номері можна ознайомитися на вебсторінці

http://www.libcenter.com/ [Архівовано 16 серпня 2013 у Wayback Machine.]